# Esprit maternel
Esprit maternel (Possessing Piper Rose) est un téléfilm américain réalisé par Kevin Fair, diffusé le 29 octobre 2011 sur Lifetime.

## Fiche technique
- Titre original : Possessing Piper Rose
- Réalisation : Kevin Fair (en)
- Scénario : Scott Nimerfro (en)
- Pays : États-Unis
- Durée : 91 minutes
- Date de diffusion :
  -  États-Unis : 29 octobre 2011 sur Lifetime
  -  France : 23 janvier 2012 sur TF1

## Distribution
- Christine Willes : Ruth
- Jill Teed : Kim Carlson
- Rebecca Romijn (VF : Anne Dolan) : Joanna Maxwell
- Sarah-Jane Redmond (VF : Emmanuèle Bondeville) : Lydia Newman
- Nicole Oliver (en) : Gretchen
- Craig March : John Harland
- Ellie Harvie (en) : Beth Harland
- Anna Galvin : Wendy
- Mike Dopud : Homme
- David Cubitt : Ben Maxwell
- Isabella Cramp (en) : Piper Maxwell
- Savanna Carlson : Ruby
- Jared Abrahamson : Dylan Maxwell

- Version française
  - Studio de doublage : Mediadub International
  - Direction artistique : Georges Caudron
  - Adaptation des dialogues : Laurent Gourdon

 Selon le carton du doublage français télévisuel.